# Tetraria autumnalis
Tetraria autumnalis är en halvgräsart som beskrevs av Margaret Rutherford Bryan Levyns. Tetraria autumnalis ingår i släktet Tetraria och familjen halvgräs. Inga underarter finns listade i Catalogue of Life.